# Tom Richards (Rugbyspieler)
Tom „Rusty“ Richards (eigentlich Thomas James Richards; * 29. April 1882 in Vegetable Creek, heute Emmaville, New South Wales; † 25. September 1935 in Rosemount, Queensland) war ein australischer Rugby-Union-Spieler. Er gilt als einer der besten Dritte-Reihe-Stürmer aller Zeiten, spielte aber auch weiter vorne als Lock. Richards war ein Abenteurer des frühen Rugbys. Neben Spielen auf insgesamt vier Kontinenten und in den Club- bzw. Provinzmeisterschaften von Südafrika, Australien, England und Frankreich absolvierte er als einziger Rugby-Union-Länderspiele sowohl für Australien als auch für die britische Auswahl. Mit Australien wurde er zudem 1908 Olympiasieger.

## Jugend
Richards wurde als viertes von sechs Kindern des im Cornwall geborenen Minenarbeiters John Richards und seiner aus Victoria stammenden Frau Mary Ann geboren. Sein älterer Bruder Edward William „Bill“ Richards spielte ebenfalls für die Auswahl von Queensland und Australien. Für Australien absolvierte er fünf Test Matches.
Mitte der 1880er Jahre zogen die Richards nach Charters Towers, wo Tom Richards mit 15 anfing, als Schmied zu arbeiten. Durch den Besuch einer Auswahl von Spielern aus New South Wales 1897 kam er erstmals mit dem Rugby in Verbindung. Er spielte für die Waratahs und Natives aus seiner Heimatstadt, ab 1903 auch für regionale Auswahlen und 1905 schließlich für das B-Team von Queensland.

## Rugby-Weltreisender
1905 folgte Richards seinem Vater, der seit den 1890er Jahren Gold in Südafrika abbaute. Dort nahm er mit der Auswahl des Transvaals an zwei Spielen des Currie Cups teil und wurde in die engere Auswahl für die südafrikanische Auswahl für eine Tour durch Europa aufgenommen, jedoch als nicht spielberechtigt aussortiert. Richards reiste dennoch mit nach England. 1906/07 spielte er für Bristol Clubrugby und wurde in die Countyauswahl von Gloucestershire berufen, ironischerweise unter anderem auch für eine Begegnung mit den Springboks. 1907 hörte Richards von Planungen, in Australien erstmals eine Rugby-Union-Nationalmannschaft auf Tour auf die Nordhalbkugel zu schicken. Er reiste deshalb nach Sydney und wurde auch in die Auswahl berufen. Auf der Tour durch Großbritannien und Nordamerika war er Stammkraft auf der flexiblen Position des Flügelstürmers. Er kam bei je einem Test gegen England und Wales sowie beim einzigen Spiel des olympischen Rugbywettbewerbes 1908 zum Einsatz.
Nach Ende der Tour reiste Richards zurück nach Südafrika. Als die britische Auswahl bei der Tour 1910 durchs Land stark verletzungsgeschwächt war, meldete er sich beim Team und wurde wegen seiner Zeit im englischen Rugby als Ersatzspieler angenommen. Er spielte zwölf Mal, davon zwei Länderspiele gegen Südafrika. Nach der Tour ging Richards zurück in seine Heimat Australien, wo er für Manly RUFC Clubrugby spielte und nach einigen Monaten als Vizekapitän der australischen Auswahl für die Nordamerikatour 1912 ausgewählt wurde. Beim einzigen Länderspiel der Tour gegen die US-Auswahl kam er zu seinem letzten Testeinsatz. Am Ende der Tour kehrte er nicht nach Australien zurück, sondern reiste weiter nach England.
Im Winter 1912/13 gehörte er zu einer Auswahl der englischen East Midlands, die durch Südfrankreich tourte. Er blieb einige Monate in Frankreich, während der er unter anderem zum Trainerstab Frankreichs für ein Five-Nations-Spiel gegen Wales gehörte. Während des Jahres war er einige Zeit Spieler-Trainer von Stade Toulousain in der französischen Meisterschaft.

## Nach dem Rugby
Im Sommer 1913 reiste er nach Australien zurück, wo er in Sydney als Journalist und Korrespondent für verschiedene Zeitungen, wie dem englischen The Referee oder dem Sydney Morning Herald, schrieb. Schon vor Beginn des Ersten Weltkriegs wurde Richards im Juni 1914 in die 1st Australian Field Ambulance eingezogen und im Oktober 1914 nach Kairo verschifft. Am 25. April 1915 gehörte er als Hilfssanitäter zur ersten Reihe der ANZAC-Truppen bei der Landung auf Gallipoli. 1916 wurde er über Ägypten an die Westfront verlegt, zwischenzeitlich zum Leutnant befördert und bei Bullecourt eingesetzt. Im August 1917 wurde er mit dem Military Cross ausgezeichnet. Richards wurde mehrfach so schwer verwundet, dass er nach England evakuiert werden musste und ab Mitte 1918 war er wegen Giftgasschäden nicht mehr diensttauglich und auch nicht mehr in der Lage, Rugby zu spielen. Richards führte ein umfangreiches Tagebuch während seiner Militärzeit, das im Archiv des Australian War Memorial verwahrt wird.
In Australien leitete er 1919/21 die Arbeitsvermittlungsabteilung der Behörde für die Wiedereingliederung der Kriegsheimkehrer in Sydney. Danach wurde er reisender Handelsvertreter für elektrische Geräte und Gummiprodukte, schrieb aber auch Artikelserien für die Sydney Mail. 1921 heiratete er Lillian Effie Jane Haley, mit der er zwei Kinder hatte, von der er sich aber auch bald wieder trennte. 1935 kam es zu einer Wiedervereinigung der Familie in Brisbane. Richards Gesundheitszustand verschlechterte sich aber als Spätfolge seiner Kriegsverletzungen zusehends. Als er im Sommer an Tuberkulose erkrankte, wurde er ins Veteranenhospital in Rosemount eingeliefert, wo er im September verstarb.

## Ehrungen
Richards wurde 1996 in die North Queensland Sporting Hall of Fame und 2005 als einer von fünf Spielern als Gründungsmitglied in die Wallaby Hall of Fame der Australian Rugby Union aufgenommen. Bei Tourneen der British and Irish Lions nach Australien wird seit 2001 zwischen den Lions und Australien die Tom Richards Trophy ausgespielt.